# Baragiano
Baragiano (Varagiàne in dialetto lucano) è un comune italiano di 2 468 abitanti della provincia di Potenza in Basilicata.
Fa parte della Comunità montana Marmo Platano. 

## Geografia fisica

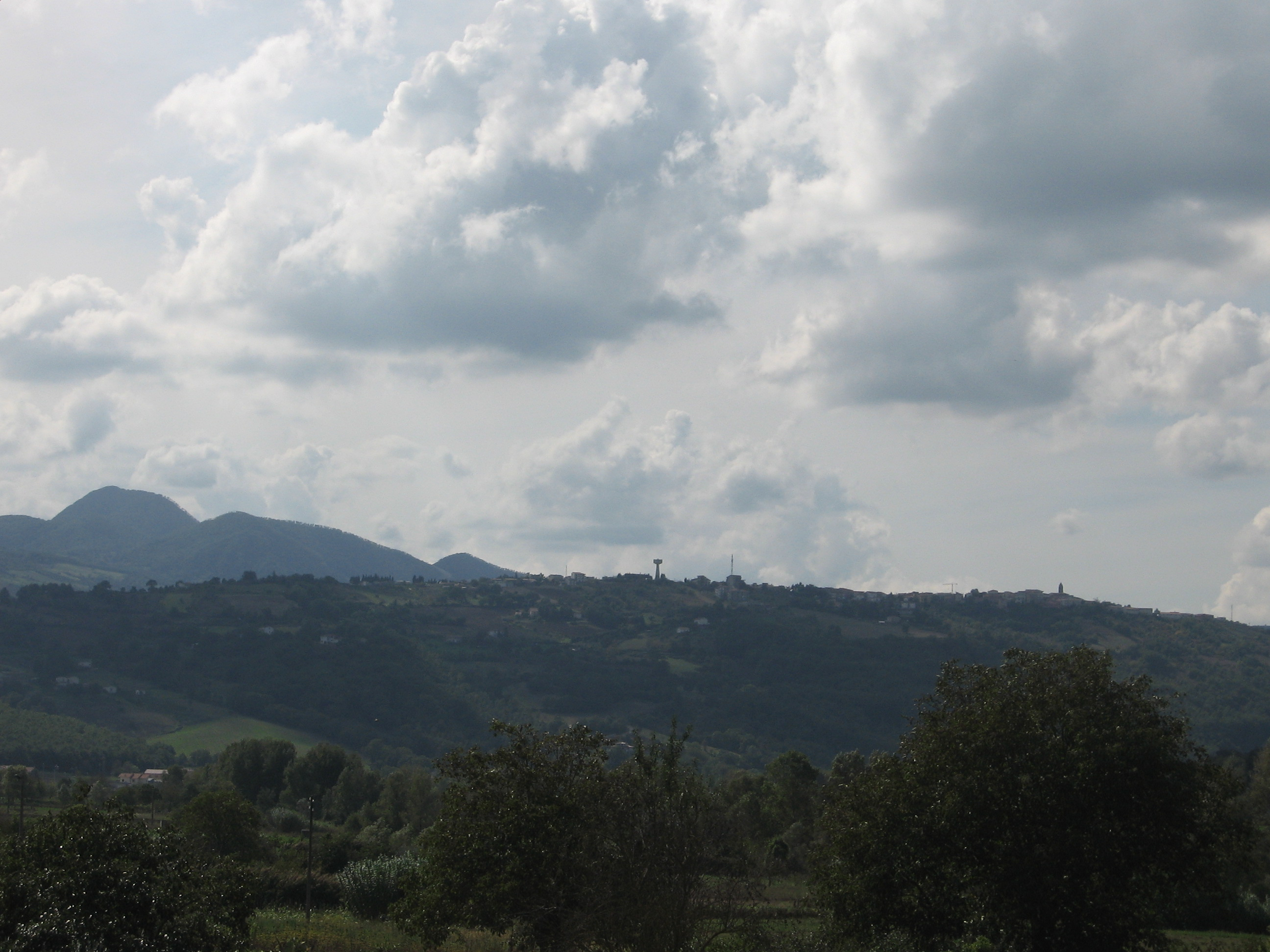
Baragiano Paese visto da nord-est

Baragiano sorge a 625 m di altitudine s.l.m. nella parte nord-occidentale della provincia di Potenza. Fisicamente è diviso in due parti distanti tra loro; sulla collina si trova il centro storico con il municipio e altri uffici amministrativi: è qui che Baragiano ha avuto la sua origine così com'è stato dimostrato dagli scavi archeologici.
A valle invece si trova Baragiano Scalo divenuto un'area rilevante per il commercio e per lo scalo ferroviario.
Il territorio è bagnato dai fiumi Isca e Marmo che proprio alle pendici del massiccio roccioso ove sorge Baragiano formano il fiume Platano.
Confina con i comuni di: Picerno (9 km), Ruoti (13 km), Balvano e Bella (15 km).

## Origini del nome
Il nome deriverebbe da"Ara Jani" (tempio dedicato a Giano) o da "Barragium", luogo destinato al pagamento del pedaggio (probabilmente delle greggi che dalla pianura salivano ai pascoli de Li Foi di Picerno).

## Monumenti e luoghi d'interesse
Le origini antiche del paese sono testimoniate dai reperti archeologici rinvenuti in contrada Braida e dai resti delle mura risalenti al VI-V secolo a.C.
Nel centro storico è possibile ammirare i portali delle famiglie gentilizie, in particolare degni di nota sono il Palazzo Iura e il Palazzo Venetucci .
Nella parte alta del paese vi è ciò che rimane dell'antico e monumentale castello, un tempo una delle regge più importanti della regione lucana, vero e proprio vanto d'orgoglio del paese. Interessante è la chiesa di S. Maria Assunta (o di "Mezzagosto") di origine rinascimentale, poi modificata e ristrutturata nel corso del tempo.
La facciata è semplice e arricchita da tre stele in pietra, all'interno si possono ammirare la statua dell'Assunta, nella parte sinistra un crocifisso ligneo del XVII-XVIII secolo, nella parte destra un'acquasantiera su un basamento in pietra e la statua lignea della Madonna del Carmine del XVI secolo
Notevoli sono anche la Cappella del Patrono San Rocco del XVI secolo, al cui interno si trovano cinque pregevoli statue lignee, la chiesa della Concezione, nella parte più bassa dell'abitato e la chiesa della Santissima Annunziata del XV secolo. Questa cappella, la più antica del paese, ha goduto sempre di particolare prestigio per il simulacro della Madonna, molto venerata anche dai paesi vicini.

## Società

### Evoluzione demografica
Abitanti censiti

## Economia
È presente non nel territorio di Baragiano ma in quello di Balvano la "Zona Industriale di Baragiano" nata dopo il Terremoto dell'Irpinia del 23 novembre 1980 secondo la legge 219/81. La zona industriale non ha mai funzionato a pieno regime, notevole è stato invece il suo impatto ambientale, visto che per la sua costruzione l'intero letto del fiume Marmo è stato deviato; è stato ultimato negli ultimi anni un ponte che collega la zona industriale con lo scalo ferroviario di Baragiano Scalo. La zona industriale di Baragiano ospita la Drive Beer srl che produce la Birra Morena. L'attività predominante è quindi l'agricoltura che vede il suo massimo sviluppo nelle zone confinanti con il comune di Bella, dove la presenza di numerose aziende agricole ha favorito la produzione di latte.

## Infrastrutture e trasporti

### Strade
- Strada statale 7 Via Appia
- Strada provinciale 62 di Baragiano

### Ferrovie
- Stazione di Baragiano-Ruoti, sulla ferrovia Battipaglia-Potenza-Metaponto
- Stazione di Franciosa, sulla ferrovia Battipaglia-Potenza-Metaponto

## Amministrazione

### Gemellaggi
- Jalasjärvi
- Muro Lucano, dal 6 aprile 2011

## Sport
Lo sport maggiormente praticato è il calcio, lo stadio comunale è intitolato a Donato Corrado. La squadra di calcio è la Polisportiva Baragiano che milita nel girone A  di 2 categoria lucana.
Per la conformazione del territorio, negli ultimi anni notevole è stato lo sviluppo del ciclismo amatoriale. Ogni anno, il lunedì di Pasquetta, si disputa la corsa ciclistica "Medaglia d'oro SS. Annunziata" per categorie allievi e juniores provenienti dalle regioni dal Centro-Sud.